# Tomas Bolme
Tomas Robert Olof Bolme (Stoccolma, 21 aprile 1945) è un attore svedese, vincitore del premio Guldbagge come miglior attore nel 1989.

## Biografia
Attore bambino, frequentò negli anni di studio l'Accademia Nazionale di Arte Drammatica di Stoccolma, dove si diplomò nel 1969. Attore teatrale di fama nazionale, svolse un'intensa attività nel cinema, nella televisione e nel doppiaggio svedese.

## Vita privata
Sposato dal 1976 con l'attrice Elisabeth Nordkvist.

## Filmografia

### Cinema
- Det sista äventyret, regia di Jan Halldoff (1974)

### Televisione
- Fordringsägare, regia di Stefan Böhm, Keve Hjelm e John O. Olsson (1988)

## Premi e riconoscimenti
- 1989 - Guldbagge
  - Miglior attore - Fordringsägare